# On the Beach (ER)
On the Beach is de eenentwintigste aflevering van het achtste seizoen van de televisieserie ER, die voor het eerst werd uitgezonden op 9 mei 2002.

## Verhaal
Dr. Greene beleeft zijn laatste dagen op Hawaï met zijn dochter Rachel. Hier is hij opgegroeid en wil Rachel zijn geschiedenis laten zien en hoopt zo zijn band met zijn dochter te herstellen voordat het te laat is. Als het slechter gaat met dr. Greene belt Rachel in paniek dr. Corday op die haastig met Ella ook naar Hawaï komt. Dan is zijn laatste dag toch uiteindelijk aangekomen en sterft in bijzijn van zijn gezin. Op zijn begrafenis tonen veel van zijn collega's, familie en zijn ex-vrouw Jennifer hun respect.

## Rolverdeling

### Hoofdrollen
- Anthony Edwards - Dr. Mark Greene
- Hallee Hirsh - Rachel Greene
- Noah Wyle - Dr. John Carter
- Alex Kingston - Dr. Elizabeth Corday
- Laura Innes - Dr. Kerry Weaver
- Paul McCrane - Dr. Robert Romano
- Goran Višnjić - Dr. Luka Kovac
- Sherry Stringfield - Dr. Susan Lewis
- Ming-Na - Dr. Jing-Mei Chen
- Maura Tierney - verpleegster Abby Lockhart
- Sharif Atkins - Michael Gallant

Dit is de laatste aflevering van Anthony Edwards als Dr. Mark Greene 

### Gastrollen (selectie)
- Eriq La Salle - Dr. Peter Benton
- Michael Michele - Dr. Cleo Finch
- Christine Harnos - Jennifer Simon
- Natalie Bridgman - Serena
- Nick Mita - Kai
- Guy Rodrigues - Billy
- Skip Stellrecht - kapelaan Miller